# NGC 5154
NGC 5154 este o galaxie spirală situată în constelația Câinii de Vânătoare. A fost descoperită în 1 mai 1785 de către William Herschel.